# 1283
- Wikisource

| Calendário gregoriano                                                        | 1283 MCCLXXXIII                                      |
| Ab urbe condita                                                              | 2036                                                 |
| Calendário arménio                                                           | 732 – 733                                            |
| Calendário bahá'í                                                            | -561 – -560                                          |
| Calendário budista                                                           | 1827                                                 |
| Calendário chinês                                                            | 3979 – 3980 Início a 30 de janeiro (aproximadamente) |
| Calendário copta                                                             | 999 – 1000                                           |
| Calendário etíope                                                            | 1275 – 1276                                          |
| Calendários hindus - Vikram Samvat - Calendário nacional indiano - Cáli Iuga | 1338 – 1339 1204 – 1205 4383 – 4384                  |
| Calendário Holoceno                                                          | 11283                                                |
| Calendário islâmico                                                          | 682 – 683                                            |
| Calendário judaico                                                           | 5043 – 5044                                          |
| Calendário persa                                                             | 661 – 662                                            |
| Calendário rúnico                                                            | 1533                                                 |
| Calendário solar tailandês                                                   | 1826                                                 |

1283 (MCCLXXXIII, na numeração romana) foi um ano comum do século XIII do Calendário Juliano, da Era de Cristo, a sua letra dominical foi C (52 semanas), teve início a uma sexta-feira e terminou também a uma sexta-feira.
| Ano completo                       |
| ---------------------------------- |
| Ano comum com início à sexta-feira |

## Nascimentos
- 9 de abril - Margarida da Escócia, Rainha da Escócia e neta de Alexandre III da Escócia (m. 1290)

## Mortes
- Vasco Martins Pimentel, meirinho-mor do Reino de Portugal durante o reinado de D. Afonso III de Portugal, n. 1220.
- Manuel de Castela, infante de Castela e senhor de Villena, de Escalona e de Penafiel, n. em 1234.